# Resolutie 527 Veiligheidsraad Verenigde Naties
Resolutie 527 van de Veiligheidsraad van de Verenigde Naties werd unaniem aangenomen op 15 december 1982. De resolutie veroordeelde de agressie van Zuid-Afrika tegen Lesotho en vroeg de lidstaten om Lesotho te helpen.

## Achtergrond
Na de Tweede Wereldoorlog voerde Zuid-Afrika de apartheid in. Tegen dit systeem rees veel protest, zowel in binnen- als buitenland. Tegenstanders werden in Zuid-Afrika zwaar aangepakt en een aantal van hen werd ter dood veroordeeld. Daarnaast werden buurlanden die steun verleenden aan die tegenstanders aangevallen. Een van die landen was Lesotho, waar meer dan 11.500 Zuid-Afrikaanse vluchtelingen verbleven. In de ochtend van 9 december 1982 werden een honderdtal Zuid-Afrikaanse commando's per helikopter nabij Lesotho's hoofdstad Maseru gedropt, alwaar ze huizen van ANC-leden aanvielen. 42 mensen, waaronder dertig Zuid-Afrikanen, kwamen daarbij om. Volgens Zuid-Afrika ging het om terroristen die van plan waren leiders van Transkei en Ciskei om te brengen. Volgens Lesotho ging het om gewone vluchtelingen van de oppositiegroep ANC, die al 22 jaar verboden was in Zuid-Afrika.

## Inhoud
De Veiligheidsraad:
- Neemt akte van de brief van het Koninkrijk Lesotho aan de voorzitter van de Veiligheidsraad.
- Heeft de verklaring van Zijne Majesteit Koning Moshoeshoe II van Lesotho gehoord.
- Herinnert eraan dat lidstaten geen bedreiging mogen vormen voor of geweld mogen gebruiken tegen de territoriale integriteit of onafhankelijkheid van enig land.
- Is erg bezorgd om de recente agressie van Zuid-Afrika in schending van de soevereiniteit, het luchtruim en de territoriale integriteit van Lesotho en de gevolgen voor de vrede in zuidelijk Afrika.
- Is erg bezorgd dat de agressie bedoeld is om de humanitaire steun van Lesotho aan Zuid-Afrikaanse vluchtelingen te verzwakken.
- Is erg bezorgd om de ernst van de agressie.
- Betreurt de doden en de schade.

1. Veroordeelt de agressie door het apartheidsregime van Zuid-Afrika.
2. Eist dat Zuid-Afrika de schade vergoedt.
3. Herbevestigt het recht van Lesotho om de slachtoffers van apartheid onderdak te bieden.
4. Vraagt secretaris-generaal Javier Pérez de Cuéllar met de overheid van Lesotho en de VN-agentschappen te consulteren om het welzijn van de vluchtelingen in Lesotho te verzekeren.
5. Verzoekt lidstaten dringend alle nodige economische steun aan Lesotho op te schroeven, om Lesotho's capaciteit om Zuid-Afrikaanse vluchtelingen op te nemen en te onderhouden te versterken.
6. Verklaart dat er vreedzame manieren zijn om problemen op te lossen en dat, in overeenstemming met het Handvest van de Verenigde Naties, enkel die manieren mogen worden gebruikt.
7. Roept Zuid-Afrika op publiekelijk te verklaren dat het in de toekomst het Handvest zal naleven en geen agressie zal plegen tegen Lesotho.
8. Vraagt de secretaris-generaal de uitvoering van deze resolutie gade te slaan en te rapporteren wanneer nodig.
9. Besluit om op de hoogte te blijven.

## Verwante resoluties
- Resolutie 503 Veiligheidsraad Verenigde Naties
- Resolutie 525 Veiligheidsraad Verenigde Naties
- Resolutie 533 Veiligheidsraad Verenigde Naties
- Resolutie 535 Veiligheidsraad Verenigde Naties

Lijst ·  500 ·  501 ·  502 ·  503 ·  504 ·  505 ·  506 ·  507 ·  508 ·  509 ·  510 ·  511 ·  512 ·  513 ·  514 ·  515 ·  516 ·  517 ·  518 ·  519 ·  520 ·  521 ·  522 ·  523 ·  524 ·  525 ·  526 ·  527 ·  528